# 黑水鎮 (波蘭)
黑水鎮（波蘭語：Czarna Woda）是波蘭的城鎮，位於該國東部濱海省，始建於18世紀。面積9.93平方公里，2024年人口2,644。
第二次世界大戰期間，納粹德國在1939年至1945年期間佔領該鎮。